# 岩崎卓
岩崎 卓（いわさき たかし、1972年5月16日 - ）は広島県出身の日本の柔道家。65kg級の選手。身長172cm。現在は流通経済大学の社会学部講師で、柔道部監督を務めている。

## 経歴
崇徳高校3年の時にインターハイ軽中量級で3位に入った。1991年に流通経済大学へ進むと、東京オリンピック中量級金メダリストの岡野功の指導を受けるようになった。1年の時には新人体重別の65kg級決勝で東海大学1年の中村行成に敗れて2位だった。2年の時には講道館杯で決勝まで進むが、ダイコロの丸山顕志に大内返で敗れた。選抜体重別では準決勝で世界選手権2位である東洋水産の大熊政彦を効果で破ると、決勝でも中村を巴投げの技ありで破って優勝を飾った。大学に入って寝技を上達させたことで立ち技にも思い切りが出たのが勝因だと評された。しかし、国際大会での実績がないことなどが考慮されてバルセロナオリンピック代表に選出されることはなかった。世界ジュニアでは準決勝でイギリスの選手に有効で敗れて3位にとどまった。この際にコーチから、組み際の大外刈や巴投げは切れるが、組んでからの技がないことを課題として挙げられた。続く嘉納杯では準決勝で大熊と対戦すると、巴投げを繰り出したところを相手に小外刈で合わせられたとして有効を取られて3位に終わり、不可解な敗戦を喫することとなった。ドイツ国際でも3位だった。その後、階級を71kg級に上げると、4年の時には正力杯で5位となった。引退後は流通経済大学柔道部の監督になり、2012年のロンドンオリンピック81kg級で5位になった中井貴裕などを指導した。また、ロンドンオリンピックでは流通経済大学出身で81kg級のナウル・チョサテキがいるフィジー代表チームの監督も務めた。

## 主な戦績
- 1990年 -　インターハイ　3位(軽中量級)
- 1991年 -　新人体重別　2位
- 1991年 -　講道館杯　2位
- 1992年 -　選抜体重別　優勝
- 1992年 -　世界ジュニア　3位
- 1992年 -　嘉納杯　3位
- 1993年 -　ドイツ国際　3位
- 1994年 -　正力杯　5位(71kg級)

(出典、JudoInside.com)